# Alchemilla subalpina
Alchemilla subalpina é uma espécie de rosácea do gênero Alchemilla, pertencente à família Rosaceae.